# Живот почиње у 30-ој
Живот почиње у 30-ој је пети студијски албум српске музичке групе Darkwood Dub. Албум је објављен 25. јуна 2002. године за издавачку кућу Б92.

## О албуму
Прастари рокенрол митови о брзом животу и што бржем скончавању, ако су икада имали смисла у овој земљи, дефинитиовно су распрчени у последњних десетак година велике пометње. Брзина и самоуништење постали су обележје једне друге културе, друге цивилизације која је заменила „живот који смо некада знали“. Дарквуд Даб допуштају себи да се поиграју и ухвате у коштац са концептом неизбежног – да више ништа није исто. Такав је и овај албум. Од нервозног електронског откуцавања „Вртлога вира“, до резигниране диско-успаванке „Живот почиње у 30-ој“, Дарквуди остављају трагове који пут кроз њихов интимни свет чини истовремено лаким и изазовним. Пешчане олује, баобаби, континенти, вртлози и зубата сунца, уселили су се у причу о изгубљеном времену и успаваној младости, причу која се управо одмотава.

## Списак песама
- Аутор свих текстова је Дејан Вучетић, осим тамо где је другачије назначено. За компоновање музике била је заслужна цела група.[1]

| №               | Назив                | Аутор(и)             | Напомене                   | Трајање |  |
| 1.              | Вртлог вира          |                      |                            | 5:54    |  |
| 2.              |                      |                      |                            | 6:30    |  |
| 3.              | Нова достигнућа      |                      |                            | 4:56    |  |
| 4.              | Сребрна кап          | Киза Радовић (текст) | гост: Киза Радовић (вокал) | 3:27    |  |
| 5.              | Репетитор            |                      |                            | 3:09    |  |
| 6.              | М. Југин             |                      |                            | 5:57    |  |
| 7.              | Баобаб               |                      |                            | 4:57    |  |
| 8.              | Дневник              |                      |                            | 5:48    |  |
| 9.              | Дорћолац             |                      |                            | 4:14    |  |
| 10.             | Живот почиње у 30-ој |                      |                            | 5:13    |  |
| Укупно трајање: | Укупно трајање:      | Укупно трајање:      | Укупно трајање:            | 49:05   |  |